# Єжи Єдліцький
Є́жи Анджей Єдлі́цький (пол. Jerzy Andrzej Jedlicki; 16 червня 1930, Варшава — 31 січня 2018, там само) — польський історик ідей, голова Товариства проти антисемітизму та ксенофобії «Otwarta Rzeczpospolita», професор Інституту історії ПАН.

## Вибрані публікації
- Якої цивілізації потребують поляки (Jakiej cywilizacji Polacy potrzebują)
- Погано народжені, або про історичний досвід (Źle urodzeni, czyli o doświadczeniu historycznym)
- Світ виродився. Побоювання та судження критиків сучасності (Świat zwyrodniały. Lęki i wyroki krytyków nowoczesności)